# 喜穴大咽非鯽
喜穴大咽非鯽，為輻鰭魚綱鱸形目隆頭魚亞目慈鯛科的其中一種，分布於非洲馬拉威湖流域，體長可達11.7公分，棲息在岩石底質洞穴水域，生活習性不明，可作為觀賞魚。

## 擴展閱讀
維基物種上的相關：喜穴大咽非鯽